# Jack Quaid
Jack Henry Quaid (Los Angeles, 1992. április 24. –) amerikai színész.
Dennis Quaid és Meg Ryan fia, Randy Quaid unokaöccse. 2012-ben debütált a filmvásznon Az éhezők viadala egy kisebb szerepében. 2016-ban főszerepet kapott a Bakelit című HBO-sorozatban, majd 2019-től A fiúk című szuperhős-sorozat egyik főszereplője lett. 2022-ben a Sikoly filmsorozat ötödik részében szerepelt.
A szinkronszínészként is aktív Quaid egyebek mellett a Star Trek: Lower Decks (2020) című animációs sorozatban kölcsönözte hangját. 

## Filmográfia

### Film
| Év   | Magyar cím                           | Eredeti cím                                    | Szerep                       | Magyar hang     |
| ---- | ------------------------------------ | ---------------------------------------------- | ---------------------------- | --------------- |
| 2012 | Az éhezők viadala                    | The Hunger Games                               | Marvel                       | Berkes Bence    |
| 2012 |                                      | Just 45 Minutes from Broadway                  | Danny                        |                 |
| 2012 |                                      | The World is Watching: Making the Hunger Games | önmaga                       |                 |
| 2013 | Az éhezők viadala: Futótűz           | The Hunger Games: Catching Fire                | Marvel (cameo)               |                 |
| 2014 |                                      | Just Before I Go                               | Dylan                        |                 |
| 2015 |                                      | Running Wild                                   | Eric                         |                 |
| 2015 |                                      | Ithaca                                         | Marcus Macauley              |                 |
| 2016 |                                      | Aberrant / Vineland                            | Cole                         |                 |
| 2017 | Haláli csajok                        | Tragedy Girls                                  | Jordan Welch                 |                 |
| 2017 | Logan Lucky – A tuti balhé           | Logan Lucky                                    | Fish Bang                    | Gacsal Ádám     |
| 2018 | Rampage – Tombolás                   | Rampage                                        | Connor                       | Szatory Dávid   |
| 2018 | Apróláb                              | Smallfoot                                      | pilóta (hangja)              | Bercsényi Péter |
| 2019 | Plusz egy fő                         | Plus One                                       | Ben King                     | Szatory Dávid   |
| 2021 |                                      | Batman: The Long Halloween, Part One           | Alberto Falcone (hangja)     |                 |
| 2021 | Batman: The Long Halloween, Part Two |                                                | Alberto Falcone (hangja)     |                 |
| 2022 | Sikoly                               | Scream                                         | Richie Kirsch                | Szatory Dávid   |
| 2023 | Pókember: A pókverzumon át           | Spider-Man: Across the Spider-Verse            | Peter Parker / Gyík (hangja) | Kenéz Ágoston   |
| 2023 | Oppenheimer                          | Oppenheimer                                    | Richard Feynman              | Ágoston Péter   |
| 2025 | Társ                                 | Companion                                      | Josh                         | Szatory Dávid   |
| 2025 | Novokain                             | Novocaine                                      | Nathan Caine                 | Szatory Dávid   |
| 2025 | Államfők                             | Heads of State                                 | Marty Comer                  | Czető Roland    |

### Televízió
| Év        | Magyar cím                    | Eredeti cím                        | Szerep                                  | Megjegyzések                                  |
| --------- | ----------------------------- | ---------------------------------- | --------------------------------------- | --------------------------------------------- |
| 2013      |                               | Mrs.                               | Jack                                    | 1 epizód                                      |
| 2016      | Bakelit                       | Vinyl                              | Clark Morelle                           | főszereplő (10 epizód)                        |
| 2017      | A munka hősei                 | Workaholics                        | Clark                                   | 1 epizód                                      |
| 2017      |                               | The Tap                            | Warren Michaels                         | próbaepizód                                   |
| 2019–     | A fiúk                        | The Boys                           | Hughie Campbell                         | - főszereplő - magyar hangja: - Szatory Dávid |
| 2019–2020 | Lányok a Harvey utcából       | Harvey Girls Forever!              | Richie Rich (hangja)                    | főszereplő (27 epizód)                        |
| 2020      |                               | The Ready Room                     | önmaga                                  | 1 epizód                                      |
| 2020      | Aunty Donna – A móka háza     | Aunty Donna's Big Ol' House of Fun | Clyde Whittings                         | 1 epizód                                      |
| 2020–2024 |                               | Star Trek: Lower Decks             | Bradward "Brad" Boimler (hangja)        | főszereplő                                    |
| 2021–2024 | Vigyázz, ufók!                | Solar Opposites                    | több szereplő hangja                    | 3 epizód                                      |
| 2023      | Star Trek: Különös új világok | Star Trek: Strange New Worlds      | Bradward "Brad" Boimler                 | 1 epizód                                      |
| 2023–     | Kalandjaim Supermannel        | My Adventures with Superman        | Clark Kent / Kal-El / Superman (hangja) | főszereplő                                    |
| 2024      | Family Guy                    | Family Guy                         | menő srác (hangja)                      | 1 epizód                                      |

### Videójátékok
| Év   | Cím                            | Szerep  | Megjegyzések           |
| ---- | ------------------------------ | ------- | ---------------------- |
| 2014 | Middle-Earth: Shadow of Mordor | Dirhael | hang és motion capture |
| 2017 | Middle-earth: Shadow of War    | Dirhael | hang és motion capture |

## Díjak és jelölések
- jelölve – MTV Movie Award a legjobb hősnek (2021) – A fiúk

## Fordítás
- Ez a szócikk részben vagy egészben  a   Jack Quaid című angol Wikipédia-szócikk ezen változatának fordításán alapul.  Az eredeti cikk szerkesztőit annak laptörténete sorolja fel. Ez a jelzés csupán a megfogalmazás eredetét és a szerzői jogokat jelzi, nem szolgál a cikkben szereplő információk forrásmegjelöléseként.